# Antonio Cuervas-Mons
Antonio Cuervas-Mons, también conocido como Ñeti, es un regatista español.

## Vela ligera
Comenzó a navegar a los 10 años en el Real Club Marítimo de Santander, y el Optimist fue su primer barco. A partir de ahí ha navegado en Vaurien y Snipe. También fue miembro del equipo preolímpico español de la clase Tornado.

## Vela de crucero
Ha navegado en Vela de Crucero -IMS, Platú 25, Tom 28, Swan 39- y en barcos como los Maxis, IMOCA Open 60 o Extreme 40. La clase TP 52 es otra en la que también cuenta con experiencia habiendo competido durante cuatro temporadas en el Circuito Audi MedCup, siempre a bordo del barco español Bribón.

## Vela oceánica
Su primera participación Volvo Ocean Race fue en 2008-09. Desempeñó las funciones de piano y proa en el Telefónica negro, del Team Telefónica, patroneado por Fernando Echávarri, siendo vencedor de la etapa que clausuraba la regata, entre la ciudad sueca de Estocolmo y San Petersburgo, Rusia. El Telefónica Negro acabó sexto con un total de 58 puntos.
Su segunda participación en la Volvo Ocean Race fue en la edición de 2011-2012 en el barco Telefónica, también del Team Telefónica, comandado por la pareja dos veces medallista Iker Martínez y Xabier Fernández. El equipo Telefónica empezó ganando las tres primeras etapas oceánicas y 2 de las primeras 4 regatas portuarias, pero no volvieron a ganar ninguna etapa. Acabaron en cuarta posición sumando un total de 213 puntos. Volvió a participar en la Volvo Ocean Race 2014-15 a bordo del Mapfre.
En el año 2016 debutó en la Regata Sídney-Hobart junto a su compatriota Pablo Arrarte en el barco Perpetual ROYAL, de la clase Juan-K 100 Supermaxi de 30,48 metros de eslora. El Wild Oats XI patroneado por Mark Richards, el barco más laureado en las siete décadas de historia del evento, quedó fuera de combate tras sufrir daños en el sistema hidráulico de su quilla cuando lideraba la prueba y la victoria final fue para el Perpetual ROYAL que además batió el récord de la prueba con un tiempo de 1 día, 13 horas, 31 minutos y 20 segundos.
En el año 2016 Ñeti repitió participación en la Regata Sídney-Hobart esta vez en el barco LDV Comanche, clase Verdier VPLP 100 Supermaxi de 30,46 metros. En esta edición, en los primeros compases de la regata, el Wild Oats XI realizó una maniobra ilegal entorpeciendo el paso del barco rival LDV Comanche a pesar de llegar primeros a la meta en Hobart. El barco LDV Comanche finalmente se proclamó campeón superando el anterior mejor tiempo, parando el cronómetro en 1 día, 9 horas, 15 minutos y 24 segundos.
En la Volvo Ocean Race 2017-18 repitió equipo en el Mapfre y en The Ocean Race 2023 forma parte de la tripulación del Team WindWhisper.

## Historial de regatas
| Año     | Regata              | Barco            | Resultado                |
| ------- | ------------------- | ---------------- | ------------------------ |
| 2008-09 | Volvo Ocean Race    | Telefónica Negro | 6.º (58 puntos)          |
| 2011-12 | Volvo Ocean Race    | Telefónica       | 4.º (213 puntos)         |
| 2014-15 | Volvo Ocean Race    | MAPFRE           | 4.º (32 puntos)          |
| 2016    | Rolex Sydney-Hobart | Perpetual ROYAL  | Campeón (1 día 13:31:20) |
| 2017    | Rolex Sydney-Hobart | LDV Comanche     | Campeón (1 día 09:15:24) |
| 2017-18 | Volvo Ocean Race    | MAPFRE           | 2.º (70 puntos)          |